# Schönried
Schönried is een plaats in de gemeente Saanen in het Zwitserse kanton Bern, en maakt deel uit van het district Obersimmental-Saanen. Het ligt op 1231 m boven de zeespiegel tussen Gstaad en Zweisimmen in het Saanental. Schönried is een vakantieoord met een goed ontwikkeld ski- en wandelgebied.
De woonwijken liggen op een hoogte van 1190 m tot 1327 m. Schönried heeft een eigen schoolgebouw (basisschool), een postkantoor, een kaasmakerij en enkele winkels.
Als kantonnale weg loopt de Hauptstrasse 11, met een maximumsnelheid van 50 km/u, door het dorp.
Schönried heeft een station aan de Montreux-Berner Oberland-Bahn (MOB), op de lijn Zweisimmen-Montreux.
Vanaf Schönried leidt de Gondelbahn Rellerli naar het noordwesten van de Rellerligrat (1831 m boven zeeniveau). In het zuidoosten leidt een stoeltjeslift naar de Horneggli (1770 m boven zeeniveau) onder de top van de Hornflue (1949 m boven zeeniveau). In de winter maakt dit deel uit van het skigebied Gstaad Mountain Rides dat van Saanen tot Zweisimmen reikt.
- Gemeinsame Normdatei: 1159713820